# Karl Kühn
Karl Kühn (9 de março de 1904 — 24 de julho de 1986) foi um ciclista austríaco de ciclismo de estrada.
Kühn competiu nos Jogos Olímpicos de Verão de 1936 em Berlim, onde fez parte da equipe de ciclismo austríaca que terminou em quinto lugar no contrarrelógio por equipes. Kühn não conseguiu terminar a corrida de contrarrelógio individual.